# 松本十郎
松本十郎（1918年5月22日—2011年11月21日），日本的政治家、大藏省官僚。

## 生平
出生于兵库县。是自由民主党的众议院议员。在第1次海部内閣中担任防卫厅长官。长子是松本剛明，妻子松本悦子（旧姓藤井）是伊藤博文的曾孙女。2000年获得勋一等瑞宝章。

## 家庭
- 妻子：松本悦子
- 儿子：松本剛明，政治家
- 女儿：令子，存款保险机构检验部长，前财务省大臣官房参事官寺内肇的妻子